# Club de canoë-kayak

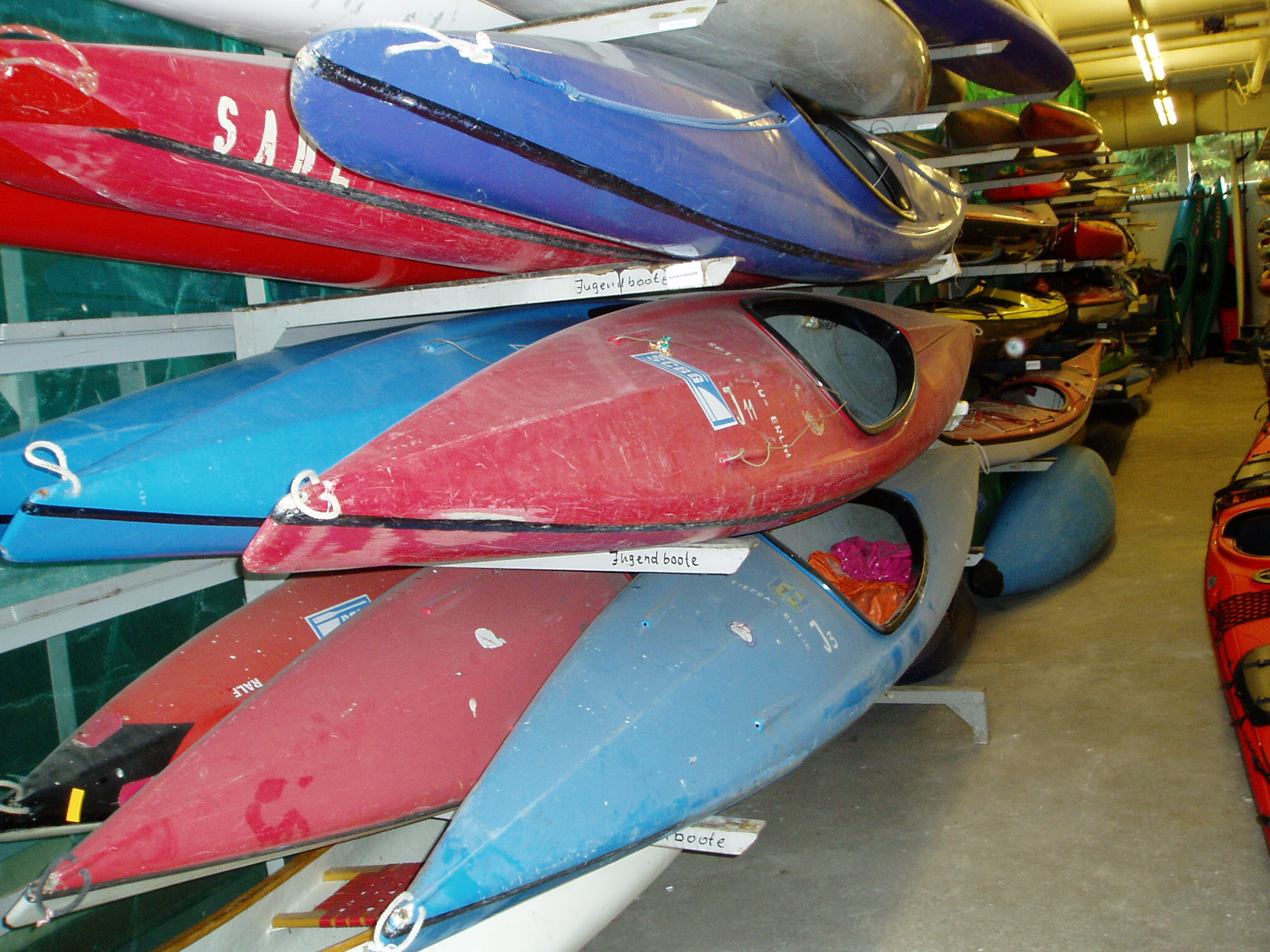
Local de rangement des kayaks d'un club allemand

Un club de canoë-kayak est un club nautique réunissant des personnes pratiquant le canoë-kayak.

## Histoire
Le plus ancien club de canoë-kayak a été créé en 1866 par l'avocat écossais John MacGregor sous le nom de Royal Canoe Club.